# ARG-01
El ARG-01 es la identificación del principal avión presidencial de la República Argentina. Es un Boeing 757-256, comprado en 2022 durante la presidencia de Alberto Fernández, por un valor de 22 millones de dólares. Se trata de un Boeing 757-256 configurado en un diseño VVIP; demandó una inversión cercana a los 25 millones de dólares y cuenta con una capacidad para transportar a 39 pasajeros. Este avión entró en servicio en el año 2023.
El ARG-01 reemplazó al Tango 01 (un Boeing 757-200), que había sido adquirido durante el primer mandato del presidente Carlos Menem en 1992 y que fue puesto fuera de servicio en 2016. El Tango 01 fue entregado como parte de pago para el ARG-01 (3 millones de dólares).
En 2024 el presidente Javier Milei anunció su intención de venta y entretanto permanecerá en manos de la Fuerza Aérea Argentina junto a los otros aviones y helicópteros de la AAP.  

## Antecedentes: Tango 01 (1992-2016)
Argentina tuvo históricamente desde 1937 una flota de aviones exclusivos de uso presidencial dentro de su Agrupación Aérea Presidencial resaltando el Boeing 707 de 1974 hasta 1992 cuando el entonces presidente Carlos Menem lo reemplazó por un Boeing 757-200 (nombrado como Tango 01). El nombre, Tango 01, proviene de la época en la que los aviones oficiales eran manejados por la Fuerza Aérea.

### Características y capacidad
El espacio interior consta de 3 zonas, todas con butacas masajeadoras. La primera llamada vip, con 14 asientos articulados (muy parecida a la clase business de una línea comercial). La segunda, destinada para una comitiva, con 20 butacas. Estas dos cuentan con TV y servicio de Internet Satelital (extendido en todo el avión). Finalmente, el área presidencial, con revestimientos en madera (caoba). Tiene un comedor (con capacidad para seis personas), un despacho con escritorio y sillones para las reuniones reservadas, y dos suites. Una de ellas posee cama doble (cuyo respaldo, de cuero, lleva el Escudo Nacional), televisor con video y placard; la otra es familiar con dos camas, televisor y video. El baño, con grifería confeccionada en bronce con pintura en color oro, incluye ducha, bidé y sillón peluquero.
Está dotado de tecnología sofisticada, es uno de los pocos aviones en el mundo equipado con 70 sistemas diferentes de computación que ante cualquier problema indican que maniobra realizar. Ese equipo de seguridad, por ejemplo, aleja por completo cualquier peligro de choque con otro avión en zonas de alta densidad de vuelos. El Tango 01 cuenta con navegador y con sistemas de comunicación satelital que facilita el contacto con cualquier lugar del planeta. Incluye Fax y diversos teléfonos distribuidos en la nave. El modelo original del Boeing 757-200 fue modificado con dos tanques más de combustible agregados debajo de las alas -como los del equipamiento regular- para que el avión tuviera una mayor autonomía de vuelo.

### Incidentes
- 2004, 19 de octubre: A las 11:59 (hora argentina) partió del Aeroparque Metropolitano rumbo a la provincia de Entre Ríos el presidente Néstor Kirchner, junto a dos ministros y un secretario de Estado. Durante el ascenso una "falla en la combustión que ocasionó una explosión y fuego de la turbina izquierda" (declaraciones de jefe de prensa de la Fuerza Aérea, comodoro Guillermo Lozada). El piloto detuvo dicho motor, y dispuso aterrizaje en emergencia dirigiéndose a la Primera Brigada Aérea del Palomar, donde aterrizaron sin problemas 15 minutos después.[2] Posteriormente se abrió una investigación conjunta de la Fuerza Aérea, la fabricante de los motores (Rolls Royce) y la Junta Nacional de Seguridad y Transporte de EE.UU, concluyeron que el incidente se debió al desprendimiento del linning, una membrana que recubre el motor.[3] La investigación demostró que los dos motores estaban inoperables por una falla en el cubrimiento adhesivo interno.[4]

- 2007, 31 de octubre: Cuando transportaba al presidente Néstor Kirchner y a su familia desde Río Gallegos hacia Buenos Aires. El vocero presidencial declaró "se recalentó el motor derecho" de la aeronave durante la mitad del trayecto, lo que obligó "a bajar la potencia y la altura de vuelo unos 1.200 metros" en el resto del viaje.[5] Posteriormente se aclaró el desperfecto "un daño en un dispositivo que regula el ingreso de oxígeno y combustible en el motor".[6]

- 2007, 18 de noviembre: Se lo trasladaba desde El Palomar hasta Aeroparque. Sonó una alarma, que los pilotos verificaron en los manuales como un problema en el tren de aterrizaje.[7]

- 2009, 19 de abril: Un desperfecto con el parabrisas del avión, que al parecer no fue nada grave, hizo que los pilotos tomaran la decisión de aterrizar en Caracas, Venezuela. La nave venía de la reunión de las Américas.[8]

- 2012, 31 de agosto: Luego de cerrar las compuertas de la aeronave, el piloto encendió las turbinas y detectó una falla en éstas. Debido a esto, se decidió cancelar el vuelo. Estaba previsto transportar a Cristina Fernández de Kirchner desde Río Gallegos hasta El Calafate.[9]

### Baja
El Tango 01 fue dado de baja en enero de 2016 por el presidente Mauricio Macri, dado que la aeronave sufría fallas que hacían inseguro el viaje presidencial. También con el fin del mandato presidencial de Cristina Fernández de Kirchner, cesó el contrato con su piloto privado, que era el único habilitado para volar la aeronave. Esto hacía imposible poner al mando otro piloto,[cita requerida] ya que según las reglas de la aviación para este tipo de aeronaves es necesario gran cantidad de horas de vuelos de preparación, lo que llevó a la baja definitiva del Boeing. Una de las empresas oferentes, Engage Aviation, denunció que la única carpeta que llegó al escritorio de Fernando De Andreis fue la de los suizos que era 6,1 millones de dólares más onerosa pero contaba “con la asistencia de Carlos y Diego Colunga”. El primero de los Colunga, Carlos, es un histórico ejecutivo de Macair Jet, empresa propiedad de Mauricio Macri y actual vicepresidente en su seguidora, Avian Líneas Aéreas. Su hijo Diego es dueño de Únicos Air, una de las empresas de chárters contratada por Macri durante su campaña presidencial. Paralelamente Cobas se hallaba imputado en la investigación por las “presuntas irregularidades” en la venta la aerolínea de MacAir a Avian. Es la misma pesquisa en la que el fiscal Jorge Di Lello imputó al Presidente, a su padre Franco Macri y a funcionarios y empresarios entre los que también figuran los Colunga. Por su parte, Cobas también fue protagonista en la arbitraria redistribución de espacios en los hangares del Aeroparque Jorge Newbery que favoreció a  Avian firma ligada al grupo Macri y a la firma Baires Fly en perjuicio de Aerolíneas Argentinas. Por este caso Argentina fue demandada en los tribunales de Estados Unidos en la Corte del Distrito Medio de Florida.
La decisión de dar de baja toda la flota presidencial suscito polémicas con la empresa Macair Jet perteneciente al Grupo Macri, señalándola como la empresa directamente beneficiada con contrataciones del Estado. El 27 de diciembre, el periodista Nicolás Pizzi reveló la creciente influencia de la firma aérea de la familia Macri y vinculó esto a las “decisiones que tomó el gobierno de Mauricio Macri sobre el manejo de la flota oficial” ya que el Estado contrataría aviones del Grupo Macri para viajes oficiales a partir de enero de 2016, siendo la empresa del propio presidente la beneficiaria delos contratos.
Estuvo fuera de operaciones en la plataforma de estacionamiento de aeronaves de la Primera Brigada Aérea de El Palomar. En noviembre de 2016, la OACI recomendó al gobierno argentino la compra de un Boeing 737 fabricado en 2007.
En noviembre de 2020 el Gobierno anunció que decidía arreglar el Tango 01, invirtiendo más de USD 12 millones pero para volverlo a poner en funcionamiento a mediados de 2021. Dicho arreglo se haría en la fábrica de aviones de Córdoba (FADEA) y con las modificaciones, el avión podrá volar sin escalas a Estados Unidos o Europa.
El viernes 27 de agosto de 2021 el Tango 01, en la I Brigada Aérea de la Fuerza Aérea Argentina "El Palomar" (donde se encuentra almacenado) volvió a rodar por sus propios medios, en una de las muchas pruebas necesarias para su despreservacion.

### Aviones que cumplieron la función de Tango 01
Algunos de los aviones a los cuales se les designó la clave "Tango 01" fueron:
- Lockheed 12B Electra Junior (1937)

- Douglas DC-3 (vuelos nacionales 1940-1960)

- Douglas DC-4 (vuelos internacionales 1940-1960)

- Vickers VC.1 Viking (1948)

- Aerocommander Super 680 (1957)

- Hawker Siddeley HS 748 (1966)

- Fokker F28 Fellowship (1970)

- Boeing 707-320C (1974)

- Boeing 757-200 (1992)

Galería de fotos

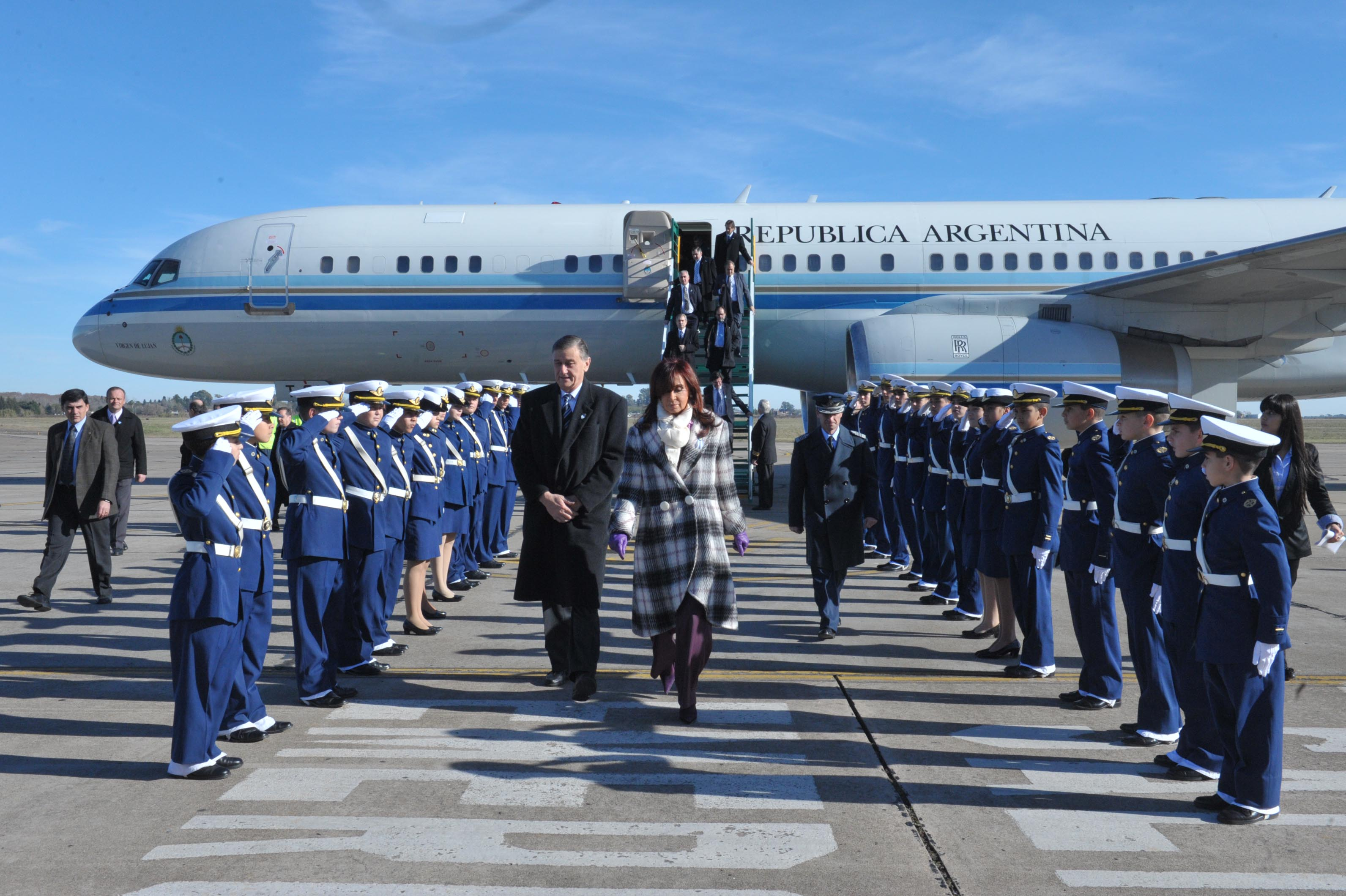
Tango 01 en la ciudad de Rosario.
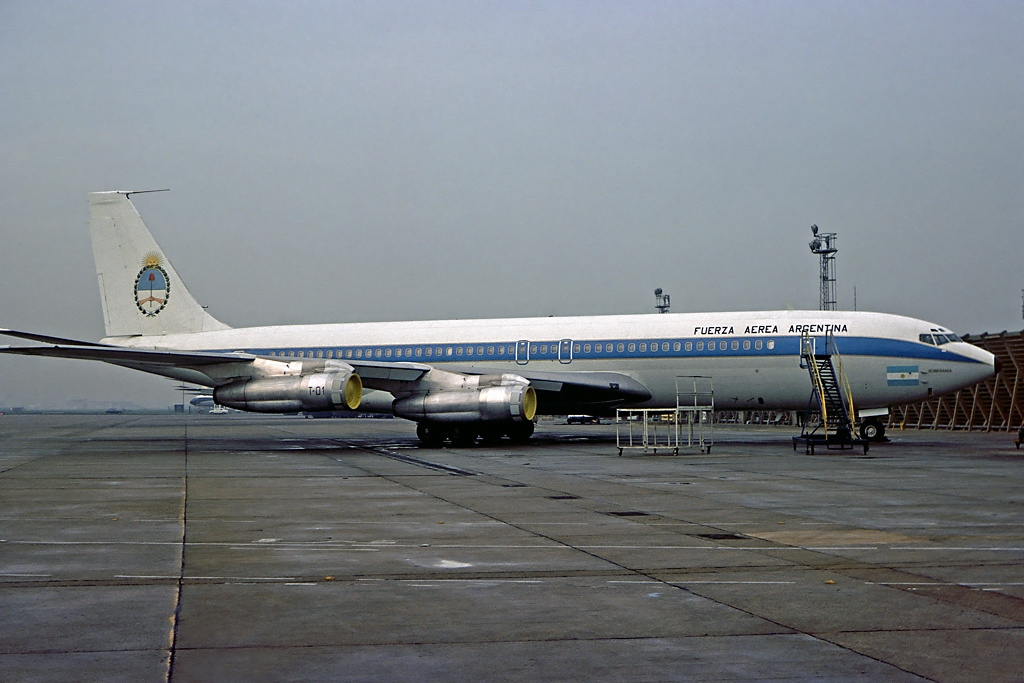
Boeing 707, antiguo Tango 01.

## ARG-01 (2022-actualidad)
En 2022 el gobierno argentino decide adquirir un nuevo avión para uso presidencial, el elegido fue un Boeing 757-256. El avión fue fabricado en el año 2000 para Iberia, operó en esa línea aérea con registro EC-HIP hasta el año 2005, cuando es retirado de la flota. Si bien inicialmente se destina a Air Astana, es adquirido por Funair Corporation y recibe una configuración VIP. Posteriormente, en 2017, la propiedad pasa a Validus Aviation antes de ser comprado por C&L Aerospace, una subsidiaria de C&L Aviation Group, su último propietario antes del gobierno argentino.
El gobierno debió invertir 21.730.000 de dólares, además de entregar el Tango 01, que fue valuado en 3 millones de dólares.
Aprovechando el cambio de aeronave, se decidió renombrar toda la flota reservando las matrículas desde ARG-01 hasta ARG-09 para los aviones de la flota presidencial. Además, se reservaron las matrículas del 10 al 20 para los helicópteros. 
Entró en funciones el 25 de mayo de 2023. Su primer viaje fue el 29 de mayo a China, aunque no lo llevarían al presidente, sino al ministro de Economía.
Con su llegada a la Casa Rosada en diciembre de 2023, Milei anunció que dejaría de utilizar el avión presidencial como un gesto de «austeridad».Hasta abril de 2024, Milei utilizaba vuelos comerciales para sus viajes al exterior y utilizaba el ARG-03 (un Learjet 60SE) para viajes al interior del país. Sin embargo, el Ministerio de Seguridad le alertó de «ciertos riesgos» de que viajase a bordo de aeronaves de líneas comerciales un jefe de Estado por lo que se retomó el uso del ARG-01. 
Entre abril y septiembre de 2024, el presidente viajó cinco veces a Estados Unidos, además de a España, Chile, Alemania, República Checa, El Salvador, Brasil, Suiza, Italia y Francia utilizando el ARG-01. 